# Die schwarze Spinne (Novelle)
Die schwarze Spinne ist eine Novelle von Jeremias Gotthelf aus dem Jahr 1842.
Eingebettet in eine idyllisch angelegte Rahmenerzählung werden alte Sagen zu einer gleichnishaften Erzählung über christlich-humanistische Vorstellungen von Gut und Böse verarbeitet.
Die Novelle ist unterteilt in die am Anfang auftretende Rahmenhandlung, die jedoch später zur Binnenhandlung übertritt.
Die Erzählung wird von christlichen Motiven getragen und besitzt eine komplexe Erzählstruktur, die geschickt darauf hinweist, wie der verständige Christ die Sagen der Vergangenheit lebendig erhalten soll. Die Symbolik der Erzählung ist über den christlichen Sinn hinaus jedoch auch unter einer allgemeineren moralischen Fragestellung von Gut und Böse verständlich. Die soziale Dynamik des Dorfes wird von Gotthelf präzise geschildert: gegenseitige Schuldzuschreibung, schnell vergessene Kollektivschuld und das Schicksal von Außenseitern, die von der Gemeinschaft leichtfertig zu Sündenböcken gemacht werden, machen den Text zu einer nach wie vor aktuellen Lektüre.
Zuerst kaum beachtet, gilt diese Erzählung bei vielen Literaturkritikern als eines der Meisterwerke des deutschen Biedermeier. Thomas Mann schrieb darüber in Die Entstehung des Doktor Faustus, dass Gotthelf „oft das Homerische“ berühre und dass er seine Schwarze Spinne „wie kaum ein zweites Stück Weltliteratur“ bewundere.
Zeitlich wird die Schweizer Novelle zwischen den literarischen Epochen der Romantik (1795–1835) und des Realismus (1848–1890) eingeordnet.

## Inhalt

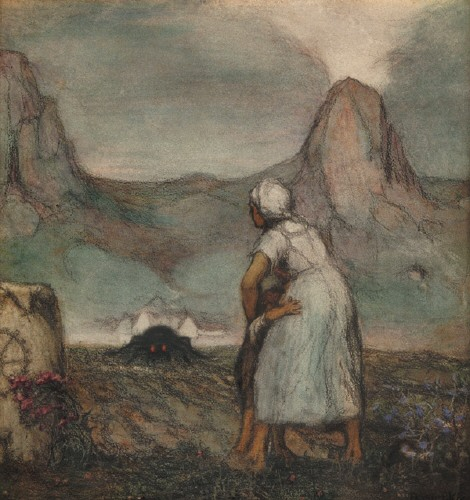
Franz Karl Basler-Kopp: Die schwarze Spinne

Die Novelle beginnt mit einer Tauffeier auf einem Bauernhof, in deren Verlauf ein paar Gäste vor dem Haus spazieren gehen. Dabei fällt einer der anwesenden Frauen auf, dass an dem Neubau des Bauernhofes ein alter, schwarzer Fensterpfosten mit eingebaut worden ist. Auf ihr Bitten hin erzählt der Großvater, was es mit dem Pfosten auf sich hat.
Das Dorf gehörte einige Jahrhunderte zuvor zum Lehen des Ritters Hans von Stoffeln, der die Bauern zu härtesten Frondiensten zwang. Durch seine Ordensbrüder angestachelt, verlangte von Stoffeln immer aberwitzigere Arbeiten – zuletzt aus Angeberei die Umpflanzung von Bäumen auf einen Berg als Schattengang. Diesen Auftrag knüpfte er an eine derart kurze Frist, dass die Bauern ihn unmöglich erfüllen konnten, ohne ihre eigene Hofarbeit zum Erliegen zu bringen und dadurch Hunger zu leiden.
In dieser Notlage bot der Teufel in Gestalt eines wilden Jägers seine Hilfe an. Als Lohn verlangte er ein ungetauftes Kind. Die Bauern flohen bei der ersten Begegnung vor dem Teufel. Als dieser wenige Tage später wieder auftauchte, flohen die Bauern erneut. Eine Frau blieb jedoch stehen und sprach mit dem Jäger. Die zugezogene Bäuerin Christine ging den Pakt ein, indem sie zur Besiegelung einen Kuss auf die Wange erhielt. Tatsächlich erledigte der Jäger die Aufgabe mit seinen dämonischen Kräften und forderte seine Bezahlung.
Als ein Kind geboren wurde, rettete der Pfarrer es, indem er es sofort nach der Geburt taufte. Christine spürte danach auf ihrer Wange einen brennenden Schmerz: Dort, wohin der wilde Jäger sie geküsst hatte, entstand ein schwarzer Fleck, der anschwoll und zu einer schwarzen Spinne wurde.
Nachdem das nächste neugeborene Kind getauft worden war, brach ein Unwetter aus und viele kleine Spinnen schlüpften aus dem aufplatzenden Mal in Christines Gesicht. Im Dorf verbreitete sich das Unheil und das Vieh starb in den Ställen. So erinnerte der Teufel an die Erfüllung des Vertrages.
Als man beschloss, das nächste Neugeborene zu opfern, ging das Viehsterben zunächst zurück. Christine, verschworen mit den Dorfbewohnern, wollte das Neugeborene dem Teufel bringen, doch der Priester besprengte es im letzten Moment mit Weihwasser. Christine schrumpfte, ebenso vom heiligen Wasser benetzt, zu einer Spinne, die der Pfarrer vom Neugeborenen schleuderte. Durch die Berührung starb letztlich der Priester, doch das Kind wurde von ihm noch in den Armen seiner Mutter getauft. Nun mordete die Spinne unaufhaltsam Mensch und Tier, einschließlich von Stoffelns und dessen Ordensrittern; Flucht und Gegenwehr erwiesen sich als zwecklos. Gottesfurcht schien zeitweilig Schutz zu bieten, doch eines Nachts drang die Spinne auch in das Haus der frommen Mutter ein. Diese hatte vorher jedoch einen geweihten Zapfen samt Hammer bereitgelegt. Sie ging davon aus, dass die Spinne doch zumindest ergriffen werden könne, auch wenn sie nicht getötet würde. Sie erfasste schließlich unter Gottesanrufungen die Spinne und stopfte sie in ein Loch eines Pfostens, das sie mit dem Zapfen verschloss. Die Frau starb als Folge der Berührung mit der Spinne, aber Ruhe und Frieden kehrten in das Tal zurück.
Nach dieser Erzählung des Großvaters kehren die Gäste widerwillig an den Tisch zurück; sie fürchten sich nun vor dem Haus. Somit fühlt sich der Großvater dazu verpflichtet, die Geschichte fertig zu erzählen:
In den folgenden Jahrhunderten lebten die Menschen zunächst gottesfürchtig, doch mit der Zeit verfielen immer mehr Talbewohner wieder in gottloses Verhalten. Schließlich befreite ein verkommener Knecht, der die Mägde unter seiner Knute halten wollte, die Spinne. Diese tötete daraufhin fast alle Bewohner des Dorfes. Bei der nächsten Geburt rettete Christen, der Herr des verantwortlichen Knechts, das Kind vor dem Teufel, fing die Spinne und sperrte sie wieder in ihr altes Gefängnis. Diesen Einsatz bezahlte auch er mit seinem Leben, doch er starb in Gottes Frieden. Im Tal herrschte daraufhin wieder Friede und Gottesfurcht. Obwohl das Haus mehrmals neu aufgebaut wurde, wurde immer dieser Pfosten wieder eingebaut, um den alten Segen zu bewahren. Als wieder ein neues Haus gebaut wurde, fügte auch der Großvater den alten Fensterpfosten mit ein.
Hier endet die Erzählung des Großvaters. Die Tauffeier geht noch gemütlich bis zum späten Abend weiter. Die Novelle endet mit einem Hinweis darauf, dass Gott über allem wacht.

## Personen der ersten Binnenerzählung
Hans von Stoffeln, der Ritter, der in seinem Schloss über die Bauern des Tales herrscht, wird als hart und aggressiv beschrieben. Er führt ein wüstes Leben und besteht unbarmherzig auf allen Abgabeverpflichtungen der leibeigenen Bauernfamilien. Seine Unberechenbarkeit flößt den Bauern Respekt und Angst ein, da er keinen Widerspruch duldet und sich keinem Argument zugänglich zeigt. Kritik und Spott der mit ihm auf dem Schloss hausenden Ritter fordern ihn zu immer anmaßenderen Taten gegenüber den Bauern heraus, die sich hilflos und schwach dem Willen der Ritterschaft unterwerfen. Schlussendlich ruft er indirekt durch seine Bosheit den Teufel selbst auf den Plan, dem er mit seinen Rittern und Knechten in Gestalt der schwarzen Spinne zum Opfer fällt.
Als grüner Jägersmann erscheint der Teufel den Bauern. Durch schlaues Verhalten, Anteilnahme an der Not der Bauern heuchelnd und Drohungen gegen das Schloss richtend, erfährt er den Grund ihrer Verzweiflung und bietet ihnen den teuflischen Handel an.
Christine, die Frau des Hornbachbauern, die aus Lindau am Bodensee ins Tal gekommen ist, genießt im Dorf wenig Achtung. Sie beklagt sich, als Fremde im Tal übel geplagt worden zu sein. Die Frauen hätten ihr übel nachgeredet und die Männer hätten dies widerspruchslos hingenommen. Christine ist die Frau, die sich gegen die Schicksalsergebenheit der Männer wendet, bereit, sich gegen die ungeheuren Forderungen des Ritters zu wehren. Sie handelt anstelle der Männer, um der allgemeinen Not zu begegnen, doch wird in der Folge überdeutlich, wie sehr sie ihre Möglichkeit, den Teufel zu überlisten oder zu hintergehen, überschätzt hat. Die ihr entgegengebrachten Komplimente des Teufels schmeicheln ihr und bestärken sie in der Meinung, mit weiblichen Waffen seine Forderungen abmildern oder umgehen zu können. Man kann sagen, dass Christine im Namen aller den Pakt mit dem Teufel mit einem Kuss auf ihre Wange besiegelt hat. Im weiteren Verlauf muss sie erfahren, dass sie allein die Folgen dieses Kusses zu tragen hat, und versucht daher, den Handel mit allen Mitteln einzuhalten. Es gelingt ihr, das dritte Kind durch Absprachen und Hilfe zu rauben, doch verhindert der herbeigeeilte Pfarrer die Übergabe des Kindes. Egoistische Gründe bewegen sie zu dieser Tat, denn sie möchte sich endlich von dem schmerzenden Brandmal auf ihrer Wange befreien. Dennoch liegen ihrem Handeln auch gemeinwohle Interessen zugrunde; die Dorfgemeinschaft hat sich hinter ihr verschworen, durch das unheilige Opfer den Fluch zu bannen, der das Vieh des gesamten Dorfes dahinrafft. Gemein haben Christine und die Dorfgemeinschaft, mit Ausnahme des Pfarrers, der Schwangeren und deren Mutter, eine Abkehr von Gott sowie eine tendenziell egoistische Priorisierung.

## Personen der zweiten Binnenerzählung
Christen

Nach 200 Jahren sind die Leute wieder nur auf Besitz bedacht. Christen wurde von seiner Mutter erniedrigt und gedemütigt. Nachdem ein Knecht die Spinne wieder freigelassen hat, sperrt Christen die Spinne wiederum in den Balken, verliert so sein Leben, rettet jedoch dadurch das vieler Anderer.
Insgesamt gewinnen die Personen kaum individuelle Züge. Es geht darum, den Kontrast zwischen Gut und Böse aufzuzeigen, wobei das Böse ausführlicher zur Geltung kommt.

## Künstlerische Adaptionen
- Drei Schweizer Komponisten, Heinrich Sutermeister, Willy Burkhard und Rudolf Kelterborn, schrieben je eine Oper über diesen Stoff: Sutermeister 1936 ein einaktiges Werk Die schwarze Spinne, das zunächst als Funkoper herauskam und aus dem 1949 dann eine szenische Fassung entstand, Burkhard 1948 eine zweiaktige Bühnendichtung und Rudolf Kelterborn 1982 eine musikalisch-dramatische Erzählung nach einem Libretto von Hansjörg Schneider.
- Die erste Opernversion stammt von Josef Matthias Hauer: Die schwarze Spinne op. 62 (1932). Deutsches Singspiel in 2 Akten. Libretto: Hans Schlesinger. UA: 23. Mai 1966 in Wien (Theater an der Wien; Dirigent: Michael Gielen).
- Hörspiel Die schwarze Spinne, ORF-V, 1956, Hörspielfassung und Regie: Klaus Colberg, 80 Min.[3]
- Hörspiel Die schwarze Spinne, ORF OÖ, 1958, Regie: Siegfried Dobretsberger, Bearbeitung: Alois Sonnleiter, 55 Min.[4]
- 1983 drehte der Regisseur Mark M. Rissi den Film Die schwarze Spinne nach der Novelle, zu dem Carlos Perón den Soundtrack schrieb.
- 1989 wurde das Technolied Hans Von Stoffeln (Mein Schloss Ist Fertig)  von Jens Lissats Musikprojekt Komtur herausgebracht.[5]
- Im Mai 1998 wurde ein Theaterstück von Urs Widmer nach der Novelle am Theaterhaus Gessnerallee unter der Regie von Volker Hesse uraufgeführt. Die Musik dazu machte die Band Patent Ochsner.[6]
- 2011 inszenierte Frank Castorf ein Theaterstück am Zürcher Schauspielhaus, wobei er den Stoff von Jeremias Gotthelf mit Texten aus Der Meister und Margarita von Michail Bulgakow anreicherte.[7]
- 2020 inszenierte Regisseur Markus Fischer eine Neuverfilmung fürs Kino, jedoch ohne die Rahmenhandlungen der Novelle von Gotthelf. Der Spielfilm handelt ausschließlich während der Spinnenseuche im 13. Jahrhundert in Sumiswald[8] und die Hauptfiguren Christine und der Teufel sind neu interpretiert. Der Film wurde in Filmstudios bei Budapest gedreht, Außenaufnahmen entstanden im Emmental.[9]